# 11715 Harperclark
11715 Harperclark (1998 HA75) là một tiểu hành tinh vành đai chính được phát hiện ngày 21 tháng 4 năm 1998 bởi nhóm nghiên cứu tiểu hành tinh gần Trái Đất phòng thí nghiệm Lincoln ở Socorro.